# Río Grande (település, Tűzföld)
Río Grande (spanyol nevének jelentése: nagy folyó) az argentínai Tűzföld tartomány Río Grande megyéjének székhelye, a tartomány legnagyobb városa. Gazdaságának fő ágazatai az olajipar és az állat-, főleg juhtenyésztés.

## Földrajz és közlekedés
A város Tűzföld fő szigetének északkeleti részén, az Atlanti-óceán partján épült fel, az azonos nevű folyó, a Río Grande torkolatánál. Áthalad rajta a 3-as főút, amely az innen mintegy 3000 km-re levő Buenos Airest köti össze Tűzföld legdélebbi városával, a 220 km-re található Ushuaiával. A városnak nemzetközi repülőtere is van, az Hermes Quijada nemzetközi repülőtér.
Éghajlata mérsékelten hideg, óceáni hatások érvényesülnek benne. Szinte állandóan fúj a délnyugati szél.

## Története
A helyszín és a környék még a 19. század végén is szinte lakatlan volt. 1886-ban Julio Popper az innen mintegy 70 km-re található San Sebastián-öböl északi partján telepedett le, és ott létrehozta El Páramót és a Déli Aranymosók Névtelen Társaságát. Ugyanő ennek az évnek az októberében felfedezte a Río Grande folyót, méghozzá a szárazföldről közelítve. A folyót az ország akkori elnökéről, Miguel Ángel Juárez Celmanról Juárez Celmannak nevezték el. 1890-ben Eduardo O’Connor felfedezte a torkolatot is, onnan pedig két kilométerre fel is hajózott a folyón. Megállapította, hogy a helyszín kiválóan alkalmas lenne egy nagyobb település felépítésére, amely aztán termelési központtá válhatna a térségben.
1893-ban fel is épült az első épület, a Nuestra Señora de la Candelaria nevű szalézi misszió, majd egyre több új telepes érkezett ide, akik fellendítették a juhtenyésztést. A Colonia Agrícola y Pastoril de Río Grande névre keresztelt települést hivatalosan 1921. július 11-én hozta létre Hipólito Yrigoyen elnök rendelete. 1949-ben olajat fedeztek fel a közelben, ez pedig teljesen megváltoztatta az addig mezőgazdaságból élő települést: fejlődni kezdett az ipar, és rengeteg új letelepülő érkezett a városba, majd 1973-tól kezdve, amikor a 19640-es számú törvénynek köszönhetően több mint kétszáz, főleg elektronikai, valamint műanyag- és textilipari üzem jött létre, újabb népességnövekedési hullám indult meg.

## Turizmus, látnivalók
A városban két múzeum található: a Virginia Choquintel Múzeum és a Monseñor Fagnano Múzeum, utóbbi egy szalézi misszió műemléképületében működik. Río Grande a világ egyik legjobb horgászhelye a sebes pisztrángot illetően, a tengerpart gazdag madárvilágának tanulmányozására pedig számos érdeklődő érkezik a városba a Föld minden tájáról. A környéken számos nagyméretű juhhodály található, amelyek jellegzetes építészeti stílusuk miatt önmagukban is érdekesek, és amelyek közül több a turisták számára is nyitva van. A közelben, az Estancia María Behety nevű telepen található a világ legnagyobb gyapjúfeldolgozó csarnoka. A város két jelentős fesztiválja a Juhászfesztivál és a Róbalofesztivál (a róbalo egyfajta sügéralkatú hal).

## Képek

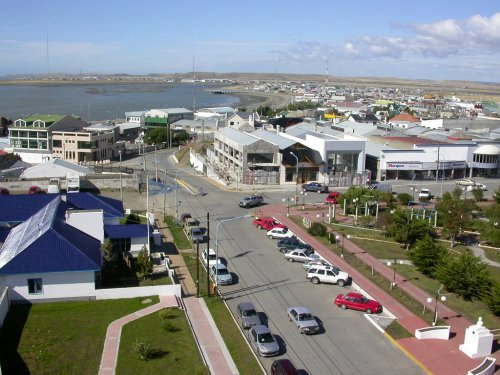
Városkép
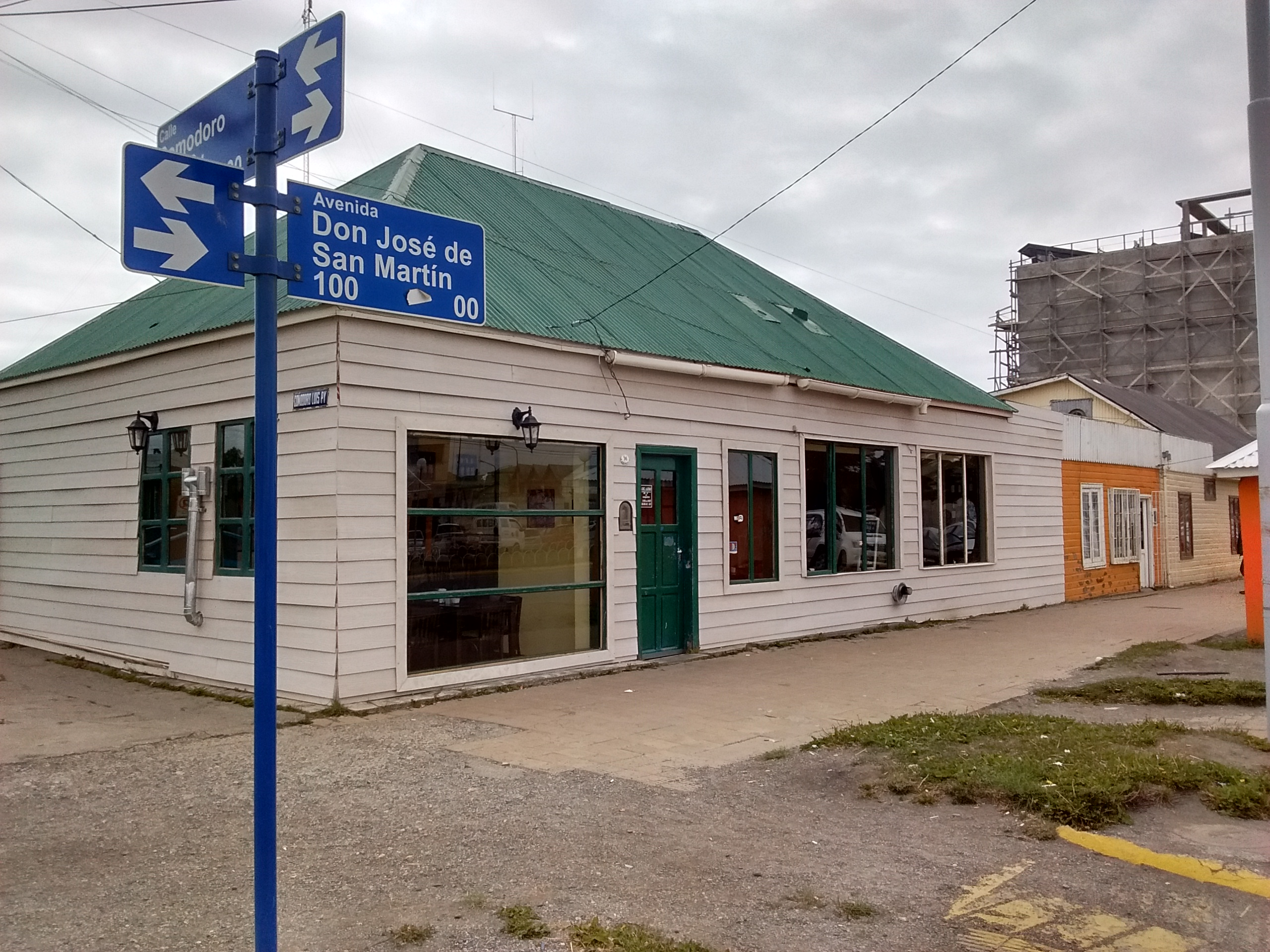
Egy régi ház
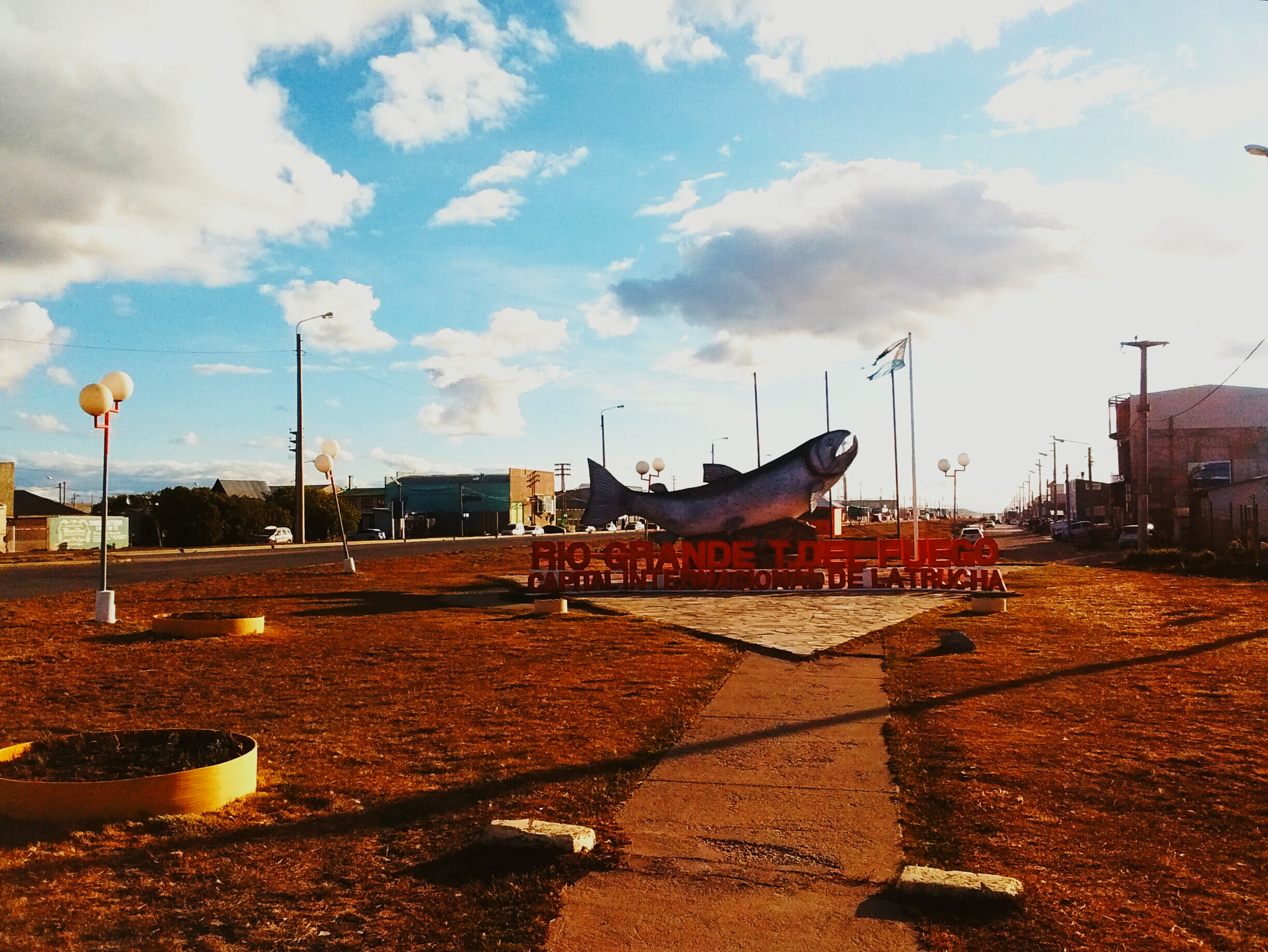
Pisztráng-szobor
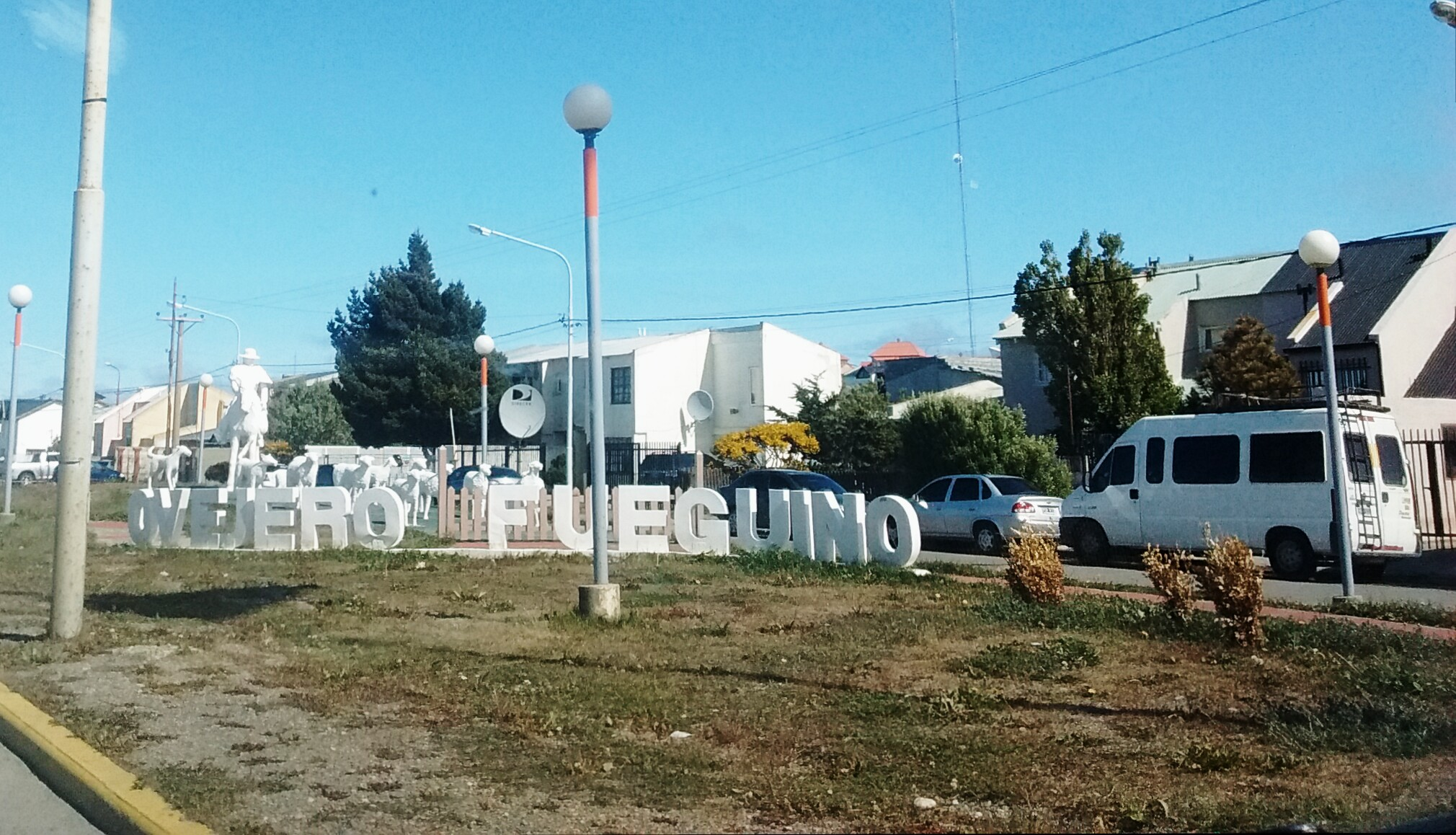
Juhász-emlékmű